# Per Johan Johansson
Per Johan Johansson född 5 december 1831 i Tidersrums socken, Östergötlands län, död 18 november 1889 i Sjögestads socken, Östergötlands län, var en svensk spelman, kronolänsman.
Var känd som en skicklig violinist.

## Biografi
Föddes 1831 på Åreseflod i Tidersrums socken. Gifte sig 1856 med Carolina Jakobsdotter. Flyttade 1867 till Vreta Kloster socken och blev där kronolänsman i Gullbergs distrikt. Han flyttade i mars 1888 till Sjögestad.

## Verklista
- Polska i D-moll (uppteckna i Norra Vi socken)
- Polska i D-moll (uppteckna i Norra Vi socken)
- Polska i G-dur (uppteckna i Asby socken)
- Polska i G-dur (uppteckna i Asby socken)
- Polska i C-dur (upptecknad i Tidersrums socken)
- Polska i A-moll (upptecknad i Tidersrums socken)
- Polska i F-dur (upptecknad i Tidersrums socken)